# Matjaž Han
Matjaž Han, slovenski politik, * 17. januar 1971, Celje.
Matjaž Han je od aprila 2024 predsednik stranke Socialni demokrati in od junija 2022 minister za gospodarski razvoj in tehnologijo (od 2023 se njegov položaj imenuje minister za gospodarstvo, turizem in šport). Pred tem je bil od leta 2004 poslanec v Državnem zboru in dolgoletni vodja poslanske skupine SD.

## Mladost in podjetništvo
V osnovni in srednji šoli je treniral rokomet in bil vratar pri klubu RK Radeče. Obiskoval je Srednjo trgovsko-komercialno šolo v Celju. Z očetom je soustanovil družinsko podjetje M and M international in med letoma 1992 in 2004 v njem deloval kot direktor, kasneje pa kot družbenik. Ob prevzemu funkcije gospodarskega ministra je napovedal, da se bo iz podjetja umaknil.

## Politična kariera
Matjaž Han je bil izvoljen v Državni zbor Republike Slovenije leta 2004, kjer je bil član različnih odborov, med drugim Odbora za gospodarstvo, Odbora za notranjo politiko in Odbora za delo, družino in socialne zadeve (podpredsednik).
Leta 2006 je postal župan Občine Radeče, leta 2010 pa je bil ponovno izvoljen. Po izvolitvi za poslanca na listi SD na državnozborskih volitvah 2011 je prenehal opravljati župansko funkcijo.
Leta 2013 je postal vodja poslanske skupine Socialnih demokratov, funkcijo je opravljal do leta 2022, ko je postal minister za gospodarski razvoj in tehnologijo v 15. vladi Republike Slovenije. Po reorganizaciji vlade je bil 24. januarja 2023 imenovan za ministra za gospodarstvo, turizem in šport.
Aprila 2024 je bil na volilnem kongresu Socialnih demokratov izvoljen za predsednika stranke, pri čemer je v drugem krogu glasovanja s 182 proti 172 glasovom premagal protikandidata Milana Brgleza.
Po tem, ko sta koalicijski stranki Gibanje Svoboda in Levica pozvali k bojkotu referenduma o dodatkih h pokojninam za izjemne umetniške dosežke, je SD takšen poziv označila za neprimeren. Han je dejal, da je to politično neodgovorno in kratkoročno je všečno.

## Zasebno
Poročen je z Ljudmilo Han. Njegova hči je bila zaposlena v pisarni tedanje evropske poslanke Tanje Fajon.